# Placówka Straży Granicznej I linii „Koza Wielka”
Placówka Straży Granicznej I linii „Koza Wielka” – jednostka organizacyjna Straży Granicznej pełniąca służbę ochronną na granicy polsko-niemieckiej w okresie międzywojennym.

## Geneza
Na wniosek Ministerstwa Skarbu, uchwałą z 10 marca 1920 roku, powołano do życia Straż Celną. Od połowy 1921 roku jednostki Straży Celnej rozpoczęły przejmowanie odcinków granicy od pododdziałów Batalionów Celnych. Proces tworzenia Straży Celnej trwał do końca 1922 roku. 
W 1921 roku na terenie Słupi stacjonował sztab 1 kompanii 14 batalionu celnego. 1 kompania wystawiła placówkę w Kozie Wielkiej. 
23 października 1921 roku od 14 batalionu celnego ochronę granicy państwowej przejęła  Straż Celna. Nowo powstały komisariat SC „Miechów” zorganizował między innymi placówkę w Kozie Wielkiej. W 1926 placówka Straży Celnej „Koza Wielka” była nadal w podporządkowaniu komisariatu Straży Celnej „Miechów” z Inspektoratu SC „Ostrów”.

## Formowanie i zmiany organizacyjne
Rozporządzeniem Prezydenta Rzeczypospolitej Polskiej Ignacego Mościckiego z 22 marca 1928 roku, do ochrony północnej, zachodniej i południowej granicy państwa, a w szczególności do ich ochrony celnej, powoływano z dniem 2 kwietnia 1928 roku  Straż Graniczną.
Rozkazem nr 3 z 25 kwietnia 1928 roku w sprawie organizacji Wielkopolskiego Inspektoratu Okręgowego dowódca Straży Granicznej gen. bryg. Stefan Pasławski określił strukturę organizacyjną komisariatu SG „Słupia”. Placówka Straży Granicznej I linii „Koza Wielka” znalazła się w jego strukturze.

## Służba graniczna
Sąsiednie placówki:
- placówka Straży Granicznej I linii „Pisarzewice” ⇔ placówka Straży Granicznej I linii „Kuropka” − 1928[8]